# ونالانست (نیوهمپشایر)
ونالانست (به انگلیسی: Wonalancet) یک منطقهٔ مسکونی در ایالات متحده آمریکا است که در شهرستان کارول، نیوهمپشایر واقع شده‌است. ونالانست ۳۳۴٫۹۸ متر بالاتر از سطح دریا واقع شده‌است.